# Ржаксинский район
Ржа́ксинский райо́н — административно-территориальная единица (район) и муниципальное образование (муниципальный район) на юге центральной части Тамбовской области России.
Административный центр — рабочий посёлок Ржакса.

## География
Площадь 1415 км². Основные реки — Савала, Сухая Ржакса, Ворона.

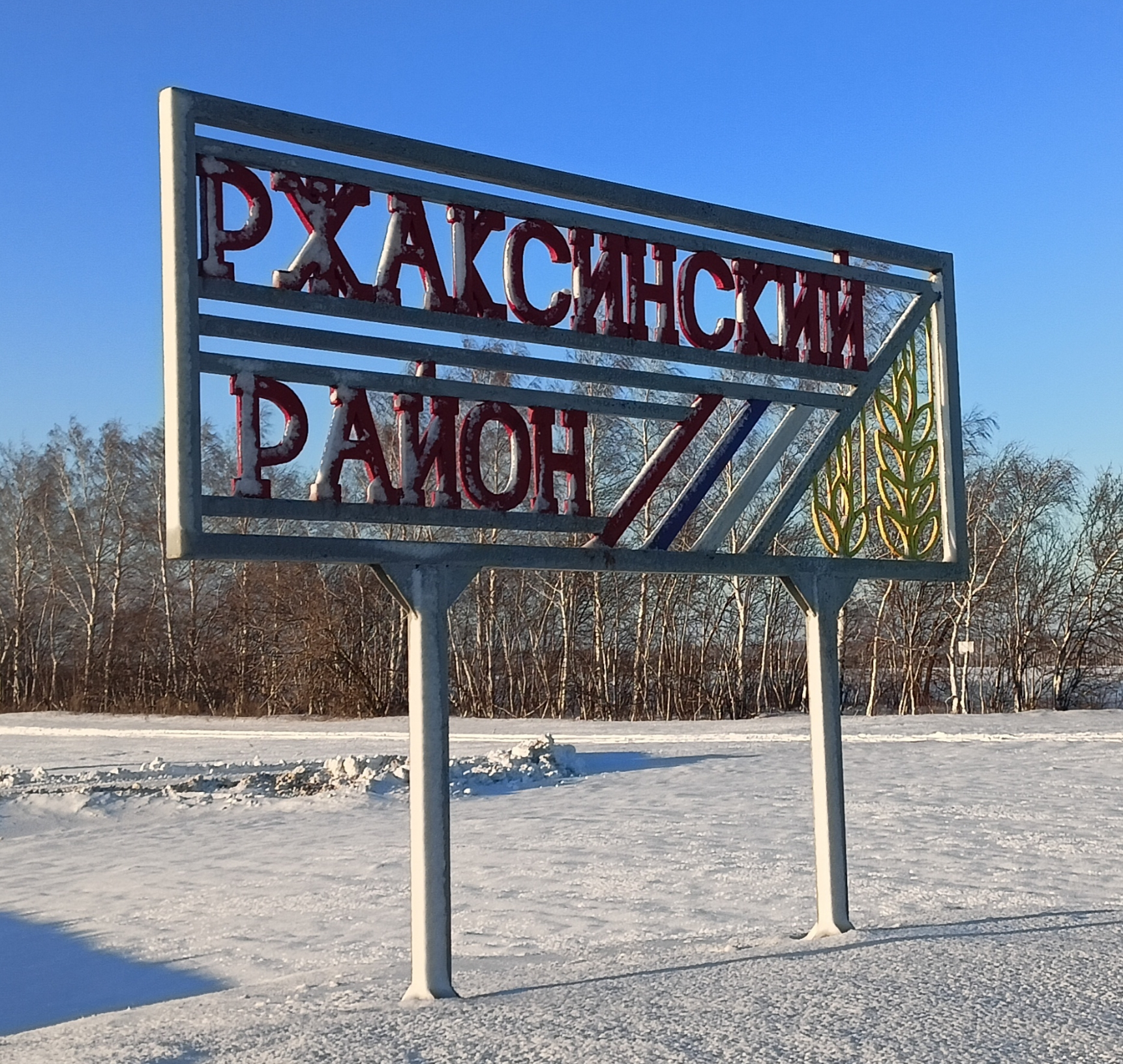

Территория района занимает площадь 141,5 тысяч гектаров, из них свыше 120 тысяч гектаров заняты под сельскохозяйственные угодья и около 3400 гектаров занимают леса. Равнинный ландшафт пересекают ручьи, овраги и реки, из которых самая большая — река Ворона.
Граничит на севере с Рассказовским, на северо-востоке — с Инжавинским, на востоке — с Уваровским, на юге — с Жердевским, на западе — с Сампурским районами Тамбовской области.

## История
Ржаксинский район образовался в июле 1928 года путём объединения шести волостей, которые были в составе Тамбовского и Кирсановского уездов и нескольких сёл Уваровской волости Борисоглебского уезда. Из его состава в 1938 году был выделен Каменский район, позднее, в 1959 году он вновь вошёл в состав Ржаксинского района. Земли, на которых находится район, имели историческое название Дикое поле.
В Великой Отечественной войне участвовали более 17 тысяч жителей района, семеро из них удостоены звания Героя Советского Союза.

## Население
| 2002    | 2009    | 2010    | 2012    | 2013    | 2014    | 2015    | 2016    | 2017    |
| ------- | ------- | ------- | ------- | ------- | ------- | ------- | ------- | ------- |
| 21 981  | ↘19 172 | ↘18 565 | ↘18 107 | ↘17 706 | ↘17 275 | ↘16 693 | ↘16 275 | ↘15 835 |
| 2018    | 2019    | 2020    | 2021    |         |         |         |         |         |
| ↘15 417 | ↘15 054 | ↘14 783 | ↘14 569 |         |         |         |         |         |

### Урбанизация
Городское население (рабочий посёлок Ржакса) составляет 30,75 % от всего населения района.

### Национальный состав
По итогам переписи населения 2020 года проживали следующие национальности (национальности менее 0,1 % и другое, см. в сноске к строке «Другие»):
| Национальность | Численность, чел. | Доля     |
| -------------- | ----------------- | -------- |
| Русские        | 13 868            | 95,19 %  |
| Украинцы       | 133               | 0,91 %   |
| Армяне         | 42                | 0,29 %   |
| Цыгане         | 34                | 0,23 %   |
| Татары         | 21                | 0,14 %   |
| Кумыки         | 20                | 0,14 %   |
| Таджики        | 17                | 0,12 %   |
| Белорусы       | 17                | 0,12 %   |
| Другие         | 417               | 2,86 %   |
| Итого          | 14 569            | 100,00 % |

## Административно-муниципальное устройство
Ржаксинский район как административно-территориальное образование включает 1 поссовет и 10 сельсоветов.
В Ржаксинский район как муниципальное образование со статусом муниципального района входят 11 муниципальных образований, в том числе 1 городское и 10 сельских поселений:
| №        | Муниципальное образование   | Административный центр | Количество населённых пунктов | Население (чел.) | Площадь (км²) |
| -------- | --------------------------- | ---------------------- | ----------------------------- | ---------------- | ------------- |
| 1e-06    | Городское поселение:        |                        |                               |                  |               |
| 1        | Ржаксинский поссовет        | рабочий посёлок Ржакса | 1                             | 4288             | 9,25          |
| 1.000002 | Сельские поселения:         |                        |                               |                  |               |
| 2        | Богдановский сельсовет      | село Богданово         | 6                             | ↘354             | 85,76         |
| 3        | Большержаксинский сельсовет | село Большая Ржакса    | 3                             | ↘967             | 135,29        |
| 4        | Волхонщинский сельсовет     | деревня Волхонщина     | 7                             | ↘548             | 84,95         |
| 5        | Гавриловский сельсовет      | деревня Гавриловка     | 19                            | ↘1482            | 210,23        |
| 6        | Золотовский сельсовет       | село Золотовка         | 11                            | ↘945             | 160,00        |
| 7        | Каменский сельсовет         | село Каменка           | 10                            | ↘1369            | 168,71        |
| 8        | Лукинский сельсовет         | село Лукино            | 6                             | ↘549             | 92,65         |
| 9        | Пустоваловский сельсовет    | деревня Вишнёвка       | 9                             | ↘480             | 97,97         |
| 10       | Степановский сельсовет      | село Степановка        | 5                             | ↘878             | 166,42        |
| 11       | Чакинский сельсовет         | посёлок Чакино         | 10                            | ↗2517            | 203,80        |

В рамках организации местного самоуправления в 2004 году на территории района были созданы 13 муниципальных образований, в том числе 1 городское поселение (поссовет) и 12 сельских поселений (сельсоветов).
В 2010 году упразднённый Протасовский сельсовет включён в Каменский сельсовет, в 2013 году упразднённый Александровский сельсовет включён в Гавриловский сельсовет.

## Населённые пункты
В Ржаксинском районе 83 населённых пунктов, в том числе 1 городской (рабочий посёлок) и 86 сельских:
| №  | Населённый пункт          | Тип             | Население | Муниципальное образование   |
| -- | ------------------------- | --------------- | --------- | --------------------------- |
| 1  | 1-е Чакино                | деревня         | ↘80       | Чакинский сельсовет         |
| 2  | Александровка             | деревня         | ↘173      | Волхонщинский сельсовет     |
| 3  | Александровка             | деревня         | ↘113      | Каменский сельсовет         |
| 4  | Александровка 1-я         | село            | ↘157      | Гавриловский сельсовет      |
| 5  | Александровка 2-я         | деревня         | ↘94       | Гавриловский сельсовет      |
| 6  | Алкаладка                 | деревня         | ↘197      | Гавриловский сельсовет      |
| 7  | Андреевка                 | деревня         | ↘197      | Гавриловский сельсовет      |
| 8  | Антошино                  | деревня         | 4         | Богдановский сельсовет      |
| 9  | Афанасьевка               | деревня         | ↘259      | Пустоваловский сельсовет    |
| 10 | Берёзовка                 | деревня         | 41        | Золотовский сельсовет       |
| 11 | Богданово                 | село            | ↘424      | Богдановский сельсовет      |
| 12 | Болотниково               | деревня         | ↘126      | Золотовский сельсовет       |
| 13 | Большая Ржакса            | село            | ↘572      | Большержаксинский сельсовет |
| 14 | Бредихино                 | деревня         | 43        | Волхонщинский сельсовет     |
| 15 | Вишнёвка                  | деревня         | ↘245      | Пустоваловский сельсовет    |
| 16 | Волхонщина                | деревня         | ↘204      | Волхонщинский сельсовет     |
| 17 | Вороновка                 | деревня         | 39        | Чакинский сельсовет         |
| 18 | Вязники                   | посёлок         | 39        | Богдановский сельсовет      |
| 19 | Гавриловка                | деревня         | ↗574      | Гавриловский сельсовет      |
| 20 | Егорьевка                 | деревня         | 66        | Золотовский сельсовет       |
| 21 | Жемчужный                 | посёлок         | ↘719      | Чакинский сельсовет         |
| 22 | Журавлино-Вершина         | деревня         | 19        | Волхонщинский сельсовет     |
| 23 | Зимбулатово               | деревня         | 36        | Каменский сельсовет         |
| 24 | Золотовка                 | село            | ↘139      | Золотовский сельсовет       |
| 25 | Ивановка                  | деревня         | 26        | Лукинский сельсовет         |
| 26 | Изобилино                 | деревня         | 62        | Волхонщинский сельсовет     |
| 27 | Казанковка                | деревня         | 2         | Гавриловский сельсовет      |
| 28 | Казинка                   | деревня         | ↘83       | Гавриловский сельсовет      |
| 29 | Калиновка                 | деревня         | ↘131      | Золотовский сельсовет       |
| 30 | Каменка                   | село            | ↘595      | Каменский сельсовет         |
| 31 | Кареевка                  | деревня         | 63        | Гавриловский сельсовет      |
| 32 | Карла Маркса              | посёлок         | 26        | Пустоваловский сельсовет    |
| 33 | Краснохуторский           | посёлок         | 14        | Гавриловский сельсовет      |
| 34 | Красный                   | посёлок         | 23        | Каменский сельсовет         |
| 35 | Лукино                    | село            | ↘664      | Лукинский сельсовет         |
| 36 | Малиновский               | посёлок         | 9         | Гавриловский сельсовет      |
| 37 | Малиновый                 | посёлок         | 5         | Лукинский сельсовет         |
| 38 | Марьевка                  | деревня         | 10        | Богдановский сельсовет      |
| 39 | Маяк                      | посёлок         | ↘184      | Чакинский сельсовет         |
| 40 | Михайловка                | деревня         | ↘98       | Степановский сельсовет      |
| 41 | Можайка                   | деревня         | 17        | Гавриловский сельсовет      |
| 42 | Мордвиновка               | деревня         | 39        | Каменский сельсовет         |
| 43 | Мосоловка                 | деревня         | ↘83       | Лукинский сельсовет         |
| 44 | Натальевка                | деревня         | ↘105      | Гавриловский сельсовет      |
| 45 | Недобровка                | деревня         | 83        | Степановский сельсовет      |
| 46 | Николаевка                | деревня         | 29        | Гавриловский сельсовет      |
| 47 | Николаевский              | посёлок         | ↘137      | Гавриловский сельсовет      |
| 48 | Новая Деревня             | посёлок         | →107      | Каменский сельсовет         |
| 49 | Новая Золотовка           | посёлок         | 8         | Золотовский сельсовет       |
| 50 | Ново-Александровка        | деревня         | ↘48       | Чакинский сельсовет         |
| 51 | Ольгино                   | деревня         | ↘93       | Гавриловский сельсовет      |
| 52 | Отхожее                   | село            | ↘354      | Степановский сельсовет      |
| 53 | Павловка                  | деревня         | 2         | Лукинский сельсовет         |
| 54 | Пахарь                    | посёлок         | ↗181      | Гавриловский сельсовет      |
| 55 | Первомайский              | посёлок         | ↘40       | Степановский сельсовет      |
| 56 | Перевоз                   | село            | ↘267      | Большержаксинский сельсовет |
| 57 | Петропавловский           | посёлок         | 1         | Волхонщинский сельсовет     |
| 58 | Протасово                 | село            | ↘567      | Каменский сельсовет         |
| 59 | Пустоваловка              | село            | ↘52       | Пустоваловский сельсовет    |
| 60 | Пущино                    | село            | ↘80       | Богдановский сельсовет      |
| 61 | Ракитино                  | деревня         | ↘178      | Волхонщинский сельсовет     |
| 62 | Ржакса                    | рабочий посёлок | ↗4480     | Ржаксинский поссовет        |
| 63 | Ржаксо-Ивановка           | посёлок         | 20        | Золотовский сельсовет       |
| 64 | Садовый                   | посёлок         | 19        | Пустоваловский сельсовет    |
| 65 | Семёновка                 | село            | ↘356      | Большержаксинский сельсовет |
| 66 | Семёновский               | посёлок         | 25        | Каменский сельсовет         |
| 67 | Серебряное                | деревня         | ↘253      | Золотовский сельсовет       |
| 68 | Силаев Клин               | посёлок         | 17        | Гавриловский сельсовет      |
| 69 | Синекустовские Отруба     | деревня         | ↗113      | Пустоваловский сельсовет    |
| 70 | Синие Кусты               | деревня         | 23        | Пустоваловский сельсовет    |
| 71 | Солдатские Дворики        | посёлок         | 9         | Лукинский сельсовет         |
| 72 | Спасские Выселки          | деревня         | 9         | Золотовский сельсовет       |
| 73 | Степановка                | село            | ↘630      | Степановский сельсовет      |
| 74 | Тамбовский                | посёлок         | ↘51       | Гавриловский сельсовет      |
| 75 | Тимофеевка                | село            | ↘226      | Чакинский сельсовет         |
| 76 | Толмачи                   | посёлок         | 1         | Пустоваловский сельсовет    |
| 77 | Траковка                  | деревня         | ↘175      | Золотовский сельсовет       |
| 78 | Фёдоровка                 | деревня         | ↘244      | Каменский сельсовет         |
| 79 | Чакино                    | посёлок         | ↘727      | Чакинский сельсовет         |
| 80 | Чакинский сельхозтехникум | посёлок         | ↘430      | Чакинский сельсовет         |
| 81 | Чичкановский              | посёлок         | ↘31       | Каменский сельсовет         |
| 82 | Ширяевка                  | деревня         | 58        | Богдановский сельсовет      |
| 83 | Ярославка                 | село            | ↘515      | Чакинский сельсовет         |

### Упразднённые населённые пункты
В 2003 году деревни Давыдовка, Лукино 2-е, Ольховка, Поплевка, поселки Луговой и Самохинский Лукинского сельсовета включены в состав села Лукино; поселки Встречный, Крыловский, Прудовский Степановского сельсовета включены в состав деревни Недобровка; упразднен поселок Пролетарский Степановского сельсовета. 
- В 2017 году упразднены деревни Ржаксо-Семёновка Чакинского сельсовета и Фёдоровка Золотовского сельсовета[24].
- В 2023 году деревня Мордвиновка Гавриловского сельсовета включена в состав деревни Алкаладка; деревня Андреевка Золотовского сельсовета включена в состав деревни Егорьевка; деревня Ивановка Чакинского сельсовета включена в состав деревни Вороновка; деревня Марьевка Пустоваловского сельсовета включена в состав деревни Афанасьевка[25].

## Экономика
Основное направление экономики — сельское хозяйство и перерабатывающая его продукцию промышленность. Хорошо развито молочное производство. В Жемчужном находится научно-исследовательский институт сельского хозяйства.

## Транспорт
- Железная дорога
- Такси

## Культура
Гордость района — чемпион мира по классической борьбе Евгений Артюхин, родившийся в деревне Ширяевка. В районе ведётся большая культурно-просветительская работа коллективами Ржаксинского, Каменского, Протасовского и других сельских клубов. В 1960 году открылась детская музыкальная школа и был создан Ржаксинский академический хор, который известен и за пределами района.

## Достопримечательности
- Музей им. С. В. Рахманинова. Находится в Уваровском районе